# کیسی (کارولینای جنوبی)
کیسی(به انگلیسی: Cayce) شهری در ایالت کارولینای جنوبی کشور ایالات متحده آمریکا است که جمعیت آن در سرشماری سال ۲۰۱۰ میلادی، ۱۲٬۵۲۸ نفر بوده‌است.